# Panoramax
Panoramax est un projet de vues immersives. C'est un commun numérique, collaboratif, libre et ouvert. L'accès aux photos est gratuit. Le projet est lancé en 2022 par l'Institut national de l'information géographique et forestière (IGN) et OpenStreetMap France, il est conçu et développé par une start-up d'État et est mis à jour et maintenu par une communauté de bénévoles. C'est une alternative libre à Google Street View. Panoramax fonctionne en instance ou fédération d'instances pour l'hébergement des images.

## Histoire
En 2021, l'IGN lance une consultation sur les communs dans le domaine géographique, les « géocommuns ». Initialement, le projet est pensé pour répondre aux problèmes rencontrés par les collectivités locales, les gestionnaires de réseaux et d’autres acteurs français,.
L'association OpenStreetMap France, répond à cette consultation en proposant la création d'une base ouverte de photos de terrain.
L'IGN lance ensuite en avril 2022 un appel à participation pour trois géocommuns, incluant la proposition d'OpenStreetMap France,. En octobre 2022, le projet est lancé dans le cadre de la Fabrique des géocommuns.
En 2022 ou 2023, un groupe de travail sur des vues immersives et des vues de terrain issues d'acquisition terrestre a été créé au sein du Conseil National pour l'Information Géolocalisée. Ce groupe de travail est animé par l'équipe de Panoramax, parrainée par l'IGN et incubée par la Fabrique des Géocommuns.

### Nom
À la suite d'un appel à propositions et d'un vote de 48 membres de la communauté, le projet est baptisé « Panoramax »,,,.

### Budget et équipe
Le budget du projet est de 500 000 euros, et un groupe de six personnes travaillent sur ce projet.

## Nombre de photos
Début 2024, 14 millions de photos sont disponibles,.
En avril 2024, c'est 17,7 millions de photos produit par 284 contributeurs. En septembre 2024, c'est 34 millions de photos pour environ 500 contributeurs. En février 2025, 49 millions de photos, pour 724 contributeurs et un total de quasi 418 000 km. En février 2025, l'instance osm du projet est celle qui regroupe le plus de contributeurs et le plus de km. L'instance ign héberge 22,6 millions de photos, l'instance osm, 26,4 millions.

Photo 360° de très haute qualité, du centre-ville de Vieillevigne prise avec une GITUP G3 Duo sur un trépied. Panorama composite d'une vingtaine de photos séparées réassemblées en post-production.

## Contributorat

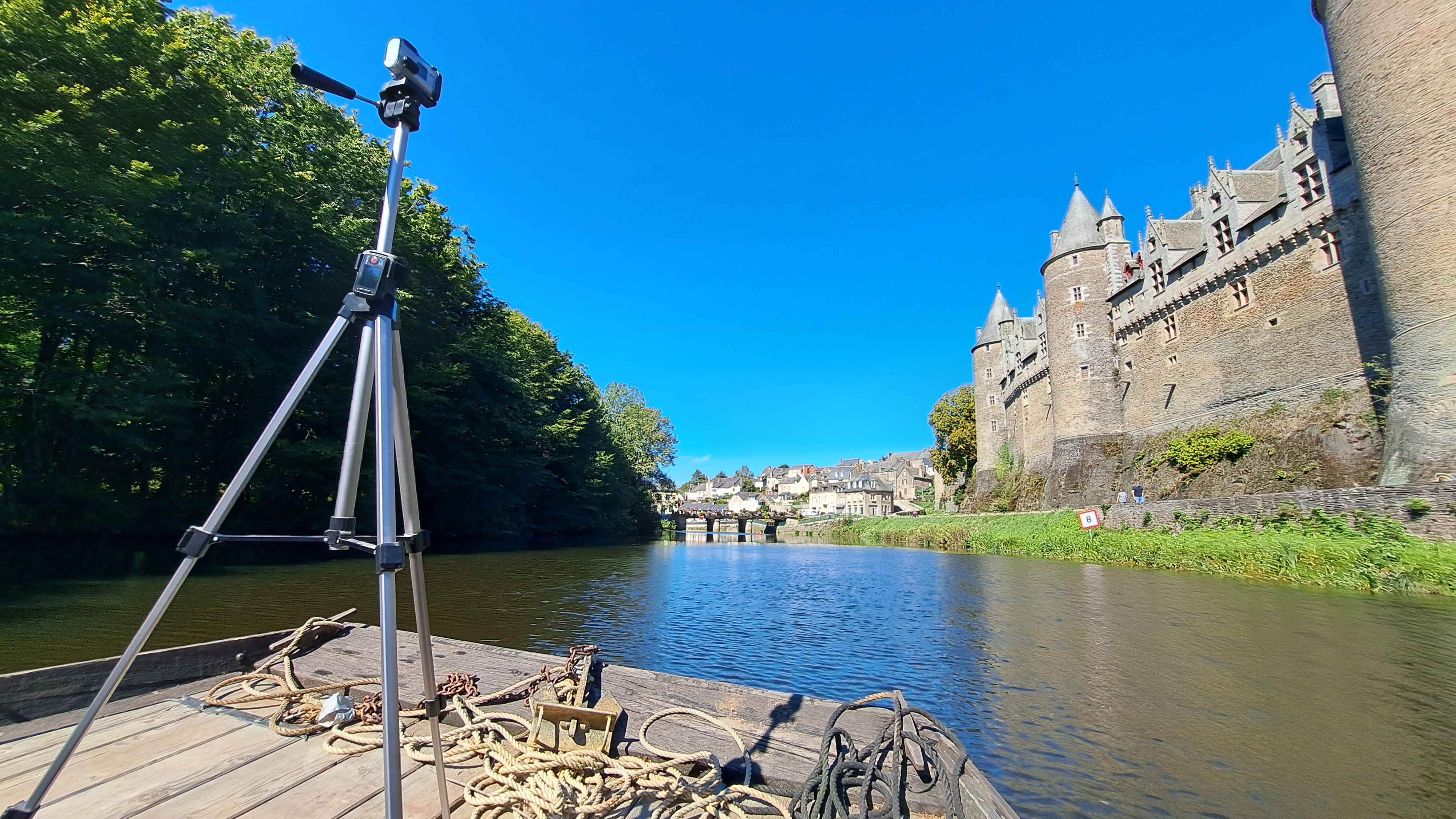
Équipement pour la prise de photos depuis un bateau.

En avril 2024, ce sont 284 contributeurs qui ont participé au projet dont des citoyens volontaires, des entreprises (Suez, Véolia) ou des collectivités (le Grand Lyon, l'Eurométropole de Strasbourg, le Havre, la communauté d’agglomération Val Parisis, Bayonne),,,.

## Projet libre
La nature du projet permet une exploitation libre des photos, contrairement à des projets propriétaires, comme Google Street View, qui empêche largement le réusage de leur photos en contrôlant toutes les modalités de leur exploitations,.

### Licences d’utilisation libre propres aux instances
Les photographies sont hébergées sous des licences libres. Pour les deux instances existantes début 2024 les licences sont les suivantes :
- Instance OpenStreetMap France : les images déposées sont publiées sous la licence CC-BY-SA-4.0 (Creative Commons Attribution Share Alike 4.0 International) avec l'autorisation de générer des données non photographiques sous licence ouverte ou ODbL[10],[20],[9],[14].
- Instance IGN : les images déposées sont publiées sous la licence etalab-2.0 (« Licence Ouverte / Open License »)[10],[9],[14].

## Projet collaboratif
Le projet est collaboratif et permet d'envoyer des photos dans la base de données.

### Contributions à Panoramax

#### Site web
L'application web Panoramax permet de télécharger des photos de terrain géolocalisées au format JPEG et de gérer les différentes séquences envoyées. Un script en ligne de commande permet d'envoyer un grand volume de photos.

#### API
Une API permet de télécharger des images et de les rechercher pour les diffuser vers différents outils (visualiseur, etc.). Elle s'appuie sur un espace de stockage et une base de données (PostgreSQL). L'API est conforme au standard STAC pour garantir l'interopérabilité avec les outils existants.
Lors de chaque imports de photos un système de floutage par IA permet de flouer les visages et les plaques d'immatriculations pour être en conformité avec la CNIL.

#### Application mobile
Une application mobile est en cours de développement en 2024, pour permettre une capture de photo par un large public.

## Cas d'usage
Le projet a été identifié comme pouvant permettre de surveiller l'état de la voirie, du mobilier urbain, des panneaux, des arbres, des câbles aériens, des berges d'un cours d'eau, le bon positionnement de l'éclairage public ou encore pour vérifier le respect de la réglementation sur l'affichage publicitaire,,,. Des SDIS utilise le projet pour cartographier des points d'eau incendie ou réaliser des photographies immersives 360° de pistes DFCI.

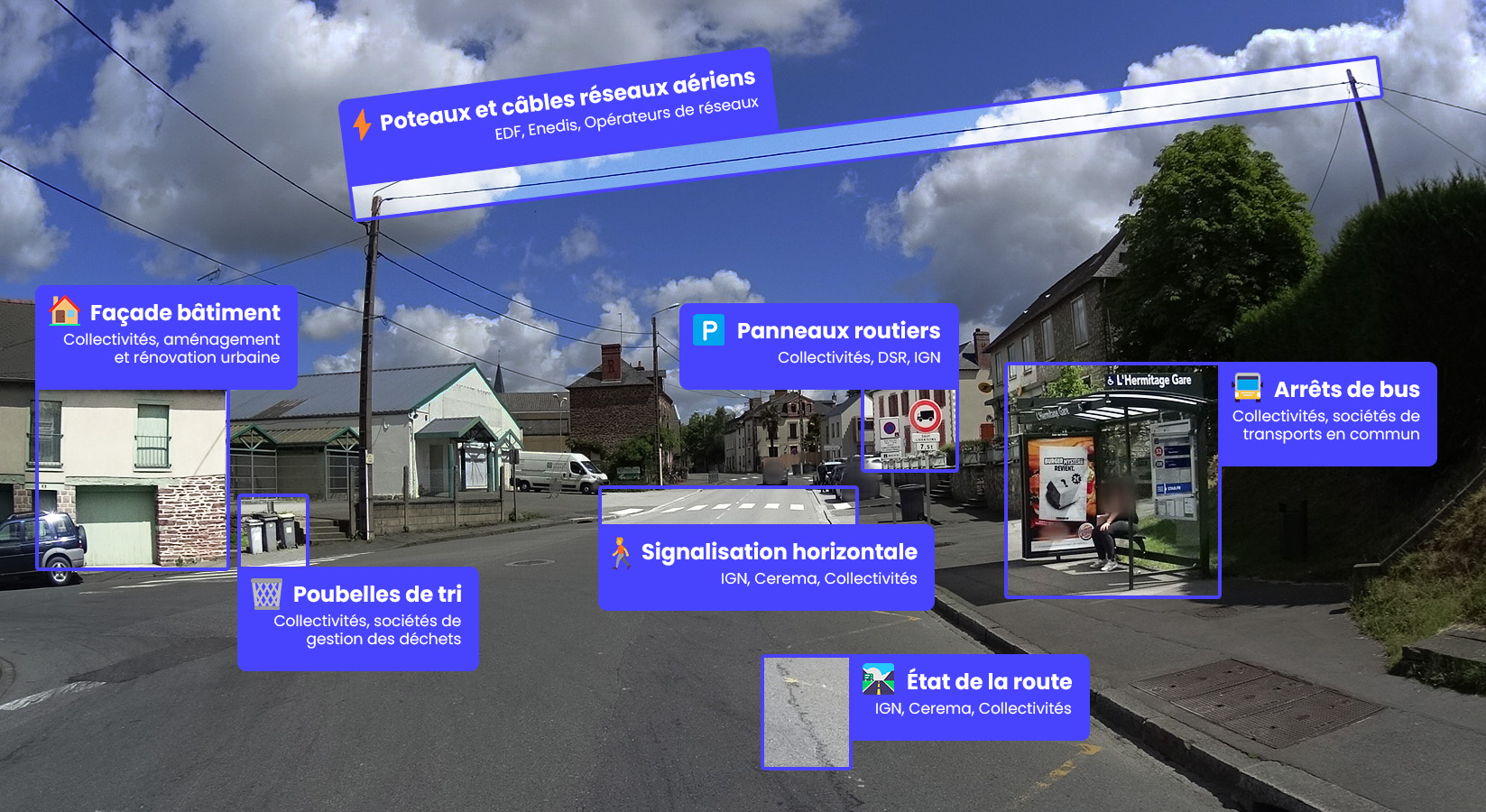
Une photo délivre des informations utile pour plusieurs usages.